# Bareia incidens
Bareia incidens är en fjärilsart som beskrevs av Walker 1858. Bareia incidens ingår i släktet Bareia och familjen nattflyn. Inga underarter finns listade i Catalogue of Life.